# مركز اتصال الأطفال
مركز الاتصال هو مكان يقوم فيه الوالد غير المقيم مع الطفل بالإشراف على (أو دعم) الاتصال بأطفاله أو أطفالها. ويتمثل دوره الأساسي في دعم وتعزيز الاتصال بين الآباء والأجداد والأوصياء والأطفال الذين ليس لديهم أمر إقامة (الوالد غير المقيم).
وقد يتم استخدام مركز الاتصال بموجب أمر من قِبل محكمة الأسرة في حالات:
- استئناف الاتصال بعد فترة انقطاع ووجود مخاوف أثيرت من قِبل الوالد المقيم مع الطفل.
- عندما تكون هناك مزاعم من قبل أي طرف بشأن
  - العنف المنزلي أو الاعتداء على الزوجة
  - إساءة معاملة الأطفال سواء؛ الاعتداء الجنسي أو سوء المعاملة العاطفية أو الإيذاء الجسدي
  - الإهمال
- وجود الاغتراب الأبوي أو إذا كان لدى أحد الأطراف المشارك في النزاع عداءً شديدًا تجاه الآخر.
- اعتبار ذلك ضروريًا من قِبل مقيم الحضانة أو مسؤول رعاية الطفل لأسباب تتعلق برفاهية الطفل أو لأغراض التقييم أو غيرها كنتيجة لإساءة استعمال السلطة.

## المملكة المتحدة
المراكز عبارة عن مشاريع محلية تتم إدارتها من قِبل جمعيات خيرية مثل جمعية Family Mediation وWRVS أو الكنائس المحلية وهي ليست مؤسسات قانونية. تم افتتاح أول مراكز للاتصال في اسكتلندا عام 1988.
والرابطة الوطنية لمراكز اتصال الطفل هي الهيئة الداعمة لحوالي 350 مركزًا من مراكز اتصال الطفل والخدمات التي تقع في جميع أنحاء إنجلترا (بما في ذلك جزر تشانل) وويلز وأيرلندا الشمالية. وتُعتبر الرابطة الأكبر في أوروبا. وأسست قاضية نوتنغهام، ماري لاور، أول مركز قانوني خاص لمراكز اتصال الطفل. ومضت قدمًا وأسست الرابطة الوطنية وهي رئيسة الرابطة. وتحظى ماري بدعم خمسة من نواب الرئيس واثنين من الرعاة - السير نيكولاس وول واللورد ألتون من ليفربول. والرابطة الوطنية لمراكز اتصال الطفل، والتي تُعتبر جمعية خيرية وشركة محدودة بضمان، لديها مجلس أمناء برئاسة الدكتور مايك دورنان. ويقود فريق الموظفين المحليين والإقليميين الرئيس التنفيذي يوفون كي.
ويتم الاتصال بالأسر عن طريق المحاكم ومسؤولي الإدارة الاستشارية والدعم التابعة لمحكمة الأطفال والأسرة والوسطاء الأسريين والاختصاصيين الاجتماعيين.

## أستراليا
يتم تمويل خدمات الاتصال الخاصة بالأطفال (CCS) بموجب «برنامج علاقات الخدمات الأسرية» (FRSP) التابع للحكومة الأسترالية. وتساعد الخدمات في تسليم الأطفال كما تقدم خدمات اتصال خاضعة للإشراف.
في 1 فبراير 2004، كان هناك 35 مركزًا من مراكز خدمات الاتصال الخاصة بالأطفال التي يتم تمويلها من قِبل برنامج علاقات الخدمات الأسرية وعدد من الخدمات التي يتم تمويلها خارج نطاق الحكومة الأسترالية.

## وصلات خارجية
- The Advisory Board on Family Law Children Act Sub-Committee: Making Contact Work Ch.8
- Report by Strategic Partners Pty Ltd on Australian FRSP Children's Contact Services نسخة محفوظة 27 مايو 2006 على موقع واي باك مشين.